# Pepe Mel

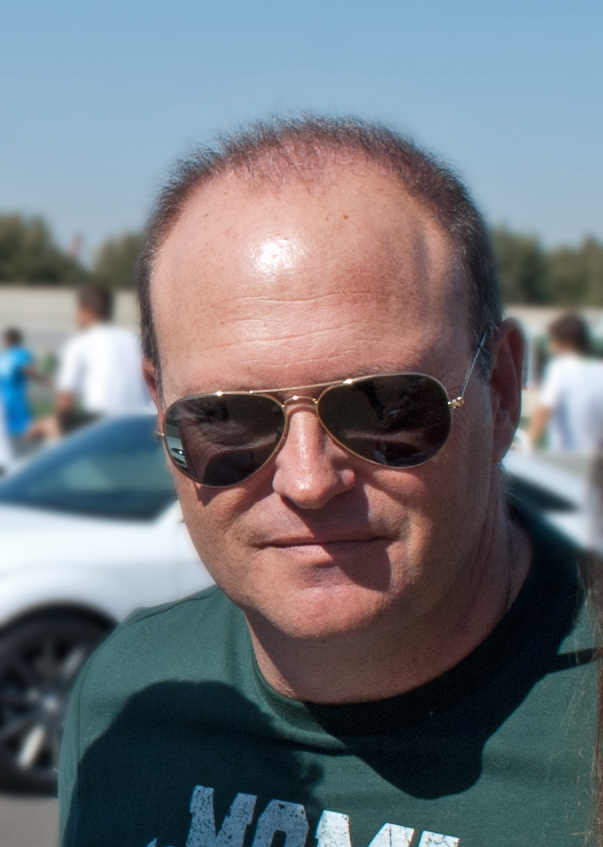
Pepe Mel in 2011

José (Pepe) Mel Pérez (Madrid, 28 februari 1963) is een Spaans voetbalcoach en voormalig voetballer die zelf als aanvaller speelde.
Mel speelde tussen 1982 en 1998 voor Real Madrid Castilla, RSD Alcalá, CA Osasuna, CD Castellón, Real Betis, Granada CF, Benidorm CF, Getafe CF, Écija en Angers SCO. Hij werd in 1999 vervolgens trainer van CD Coslada en daarna van CP Mérida, Real Murcia, CD Tenerife, Getafe CF, Deportivo Alavés, Polideportivo Ejido, Rayo Vallecano, Real Betis, West Bromwich Albion en opnieuw Real Betis.
Mel tekende op 28 februari 2017 een contract bij Deportivo de La Coruña. Hij verving de ontslagen Gaizka Garitano. De ploeg had twee punten bonus op de eerste daler. Op het einde van het seizoen had de ploeg vijf punten op overschot en dankzij deze prestatie werd zijn contract verlengd voor het seizoen 2017/18. Deportivo de La Coruña gaf hem in oktober 2017 zijn ontslag, waarna hij werd opgevolgd door Cristóbal Parralo.
Mel werd op 4 maart 2019, ter vervanging van Paco Herrera, trainer van UD Las Palmas. Hij tekende er eerst een contract tot het einde van het seizoen. De ploeg was het seizoen ervoor uit het hoogste Spaanse niveau gedegradeerd en wilde zo snel als mogelijk terugkeren. De drie eerste seizoenen eindigde de ploeg met respectievelijk een twaalfde en twee negende plaatsen buiten de play offs. Toen tijdens de vierentwintigste speeldag van seizoen 2021-2022 de ploeg uit met 3-2 verloor bij staartploeg Fuenlabrada en net buiten de play-offs stond, werd Pepe op 23 januari 2022 ontslagen. Hij zou er 128 wedstrijden aan het hoofd van de ploeg gestaan hebben. Een dag later werd hij vervangen door Francisco Javier García Pimienta.
Op 21 september 2022 verving hij de ontslagen Argentijn Pablo Guede aan het hoofd van Málaga CF .  De ploeg uit de Segunda División A had zwaar geïnvesteerd met de bedoeling om de promotie naar het hoogste Spaanse niveau af te dwingen, maar stond na zes wedstrijden voorlaatste in de stand.  Na vierentwintig speeldagen stond de ploeg nog maar een plaatsje hoger en vier punten van de redding.  Op zijn beurt werd hij op 25 januari 2023 ontslagen en werd dezelfde dag nog vervangen door Sergio Pellicer.
Hij vond op 16 september 2024 weer onderdak bij een ploeg uit de Segunda División A.  Dit maal verving hij de ontslagen Óscar Pedro Cano Moreno bij CD Tenerife.